# Ваља Бобулуј (Прахова)
Ваља Бобулуј (рум. Valea Bobului) насеље је у Румунији у округу Прахова у општини Урлаци. Oпштина се налази на надморској висини од 148 m.

## Становништво
Према подацима из 2002. године у насељу је живело 117 становника, од којих су сви румунске националности.